# Vlečný vůz m
Vlečný vůz typu m je typem dvounápravového obousměrného vlečného vozu, jenž byl vyráběn studéneckou vagónkou pro Společné vídeňské městské pouliční dráhy (něm. Gemeinde Wien – Städtische Straßenbahnen) počátkem 20. let 20. století.

## Historické pozadí
Po první světové válce se v tehdejším nově vzniklém Československu začaly dopravní podniky opravovat, modernizovat a rozšiřovat svůj vozový park. Počátkem 20. let 20. století se tramvaje prodloužily, což vedlo ke zvýšení jejich kapacity. Vlečné vozy typu m byly objednány původně pro vídeňskou tramvajovou dopravu, kvůli četným změnám po roce 1918 tyto vozy roku 1920 výhodně zakoupila brněnská společnost SBEPD.

## Konstrukce
Jednalo se o vlečné vozy uzavřené konstrukce, jejichž karoserie měla dřevěnou kostru, zvnějšku oplechovanou, usazenou na kovovém rámu z ocelových profilů. Plošiny vozu byly uzavřené, oddělené mezistěnami od salónu pro cestující. Dveře byly vždy na každé bočnici jedny zdvojené dvoukřídlé skládací dveře a na straně druhé jednodílné posuvné dveře. Plošiny vozu byly otevřené, od salónu pro cestující byly odděleny prosklenými dřevěnými zástěnami s dveřmi uprostřed. Střecha byla tvořená dřevěnými palubkami. Vnitřní obložení bylo dřevěné, salónní osvětlení bylo žárovkové, napájené z motorového vozu. V interiéru se nacházela příčná laťková sedadla v uspořádání 2+1. Střecha byla hladká, nástřešek na ní scházel, větrání zajišťovala malá výklopná větrací okénka, umístěná nad velkými spouštěcími okny, které byly uchyceny v dřevěných rámech na obou bočnicích. Vozy měly k dispozici ruční špalkovou brzdu nebo elektromagnetickou solenoidovou brzdu. Spřáhla byla tehdy obvyklá talířová. Pojezd tvořil dvounápravový nýtovaný podvozek.

## Dodávky
V roce 1920 bylo vyrobeno celkem 10 vozů tohoto typu.
| Současný stát | Město | Článek | Roky dodávek | Počet vozů | Evidenční čísla při dodání | Poznámky | Zdroj |
| ------------- | ----- | ------ | ------------ | ---------- | -------------------------- | -------- | ----- |
| Česko         | Brno  | článek | 1920         | 10         | 201–210                    |          | [ 2 ] |

## Provoz
Tyto "vlečňáky" byly zařazeny do provozu 30. října 1920. Po jejich zprovoznění se vyřadily staré vlečné vozy typu q2. V provozu obsluhovaly zejména na linku č. 1 často spřažené s tramvajemi CMg série 56–58 nebo s motorovými vozy Graz série 59–73. V roce 1945 požár vozovny Pisárky zničil vlečné vozy ev. č. 206, 208 a 210. V 50. letech prošly zbylé vlečné vozy úpravami, přičemž se původní malá boční okna nahradila pěti velkými okny, vůz č. 205 byl zjednosměrněn přemístěním zdvojených vstupů na levou bočnici. U vozu č. 207 se upravila i čela a svým vzhledem vzdáleně připomínal brněnské vlečné vozy Ringhoffer. Takto upravené vozy sloužily až do poloviny 60. let 20. století převážně na lince č. 10. Po roce 1964 se přestaly plně využívat v provozu z důvodu dodávek nových tramvají Tatra typu T3 a následně byly vyřazeny roku 1966, přičemž se vozy ev. č. 202 a budoucí muzejní vůz č. 205 odprodaly a sloužily jako čekárna, či sklad v JZD v případě vozu č. 205. Odtud jej získalo TMB, které jej zrenovovalo v roce 1973.